# متغيرات مستقلة ومتشابهة التوزيع

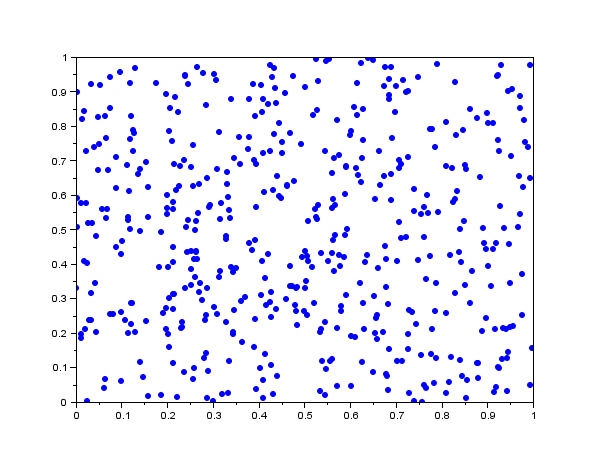

المتغيرات المستقلة والمتشابهة التوزيع هو اصطلاح يستعمل في الإحصاء ونظرية الاحتمالات لتوصيف مجموعة أو متتالية من المتغيرات العشوائية تتبع نفس التوزيع وتكون مستقلة فيما بينها. عادة ما يشار إلى هذه المتغيرات باختصار (م.م.ت) أو (i.i.d) بالفرنسية أو الإنجليزية.
تعتبر هذه الخاصية فرضية مميزة للعينات العشوائية المستخدمة بهدف الاستدلال الإحصائي، بحيث تكون فرضية انطلاق (أو شرطا) لاستعمال طرق ونماذج إحصائية ورياضية معينة. من بين المبرهنات التي يعتمد تطبيقها على هذه الفرضية مبرهنة النهاية المركزية، والتي تنص، في صيغتها الأولية، على أن مجموع متغيرات عشوائية م.م.ت يؤول إلى توزيع احتمالي طبيعي. نفس الأمر بالنسبة لقانون الأعداد الكبيرة، والذي ينص على أن متوسط متغيرات م.م.ت يؤول نحو القيمة المتوقعة المرتبطة بتوزيع الاحتمال.

## تعريف
يشمل التوصيف مفهومين: الاستقلال وتوزيع الاحتمال. في حالة متغير عشوائي حقيقي، إذا كان متغيران عشوائيان مستقلين في ما بينهما فذلك يعني بأن معرفة أحدهما لا تؤثر على قيمة الآخر. يعبر عن ذلك رياضيا ب:
{\displaystyle \scriptstyle X_{1},X_{2}} مستقلان إذا كان لكل {\displaystyle \scriptstyle t_{1},t_{2}} حقيقيين:
{\displaystyle \scriptstyle \mathbb {P} (X_{1}\leq t_{1},X_{2}\leq t_{2})=\mathbb {P} (X_{1}\leq t_{1})\times \mathbb {P} (X_{2}\leq t_{2})}